# Fluidez verbal
simplemente fluidez es la capacidad de un hablante de expresarse correctamente con cierta facilidad y espontaneidad, tanto en su idioma materno como en una segunda lengua; esto permite que el hablante se desenvuelva de una manera correcta. La fluidez viene dada en tres áreas:
- Capacidad para crear o reproducir ideas (área creativa).
- Capacidad para producir, expresar y relacionar palabras (área lingüística).
- Capacidad para conocer el significado de las palabras (área semántica).

La fluidez puede verse afectada en todas sus dimensiones si las áreas del cerebro relacionadas con el lenguaje (área de Broca y área de Wernicke) están lesionadas por causas extrínsecas o intrínsecas. 
Las alteraciones de la voz también pueden afectar la fluidez verbal.
- Datos: Q3276013